# Caulinia
Caulinia là một chi thực vật có hoa trong họ Hydrocharitaceae.